# باولو كاردوزو
باولو كاردوزو (بالإسبانية: Paolo Cardozo)‏ (9 يونيو 1989 بمونتفيدو في الأوروغواي - ) هو لاعب كرة قدم أوروغواني في مركز جناح ‏. لعب مع كيلمس ولوس أنجلوس غلاكسي ونادي شيفاز يو إس أي ونادي كارتاهينيس وL.A. Wolves FC ‏.

## وصلات خارجية
- باولو كاردوزو على موقع الدوري الأمريكي (الإنجليزية)
- باولو كاردوزو على موقع قاعدة بيانات كرة القدم.إي يو (الإنجليزية)
- باولو كاردوزو على موقع Soccerway.com (الإنجليزية)
- باولو كاردوزو على موقع عالم كرة القدم.نت (الإنجليزية)